# Die Kastellanin
Die Kastellanin, zweiter Band der Reihe Die Wanderhure, ist ein historischer Roman von Iny Lorentz, der 2005 bei Knaur in München erschien.
Marie, die Ehefrau des Burgvogts Michel Adler aus dem Rheinland, wagt sich während der Hussitenkriege, als Marketenderin getarnt, auf die Suche nach ihrem totgesagten Gatten zusammen mit ihrem Kleinstkind Trudi weit nach Böhmen hinein.

## Zeit und Ort
Der erste Band der Reihe handelt von 1410 bis 1415. Er endet mit der Eheschließung Maries und Michels. Da das Paar zwischen dem ersten und zweiten Band zehn Jahre friedlich miteinander lebt und die Handlung im zweiten Band über ca. drei Jahre läuft, kann auf einen Handlungszeitraum von ca. 1425 bis 1427 geschlossen werden. Dieser fällt in die zweite Hälfte der Hussitenkriege, die zwischen 1419 und 1434 andauerten. Die Handlung führt in die Kurpfalz sowie nach Franken und Böhmen.

## Handlung
Michel Adler verwaltet als Vogt auf der Sobernburg  geschickt und mit Erfolg die Gegend um die Stadt Rheinsobern nahe bei dem Städtchen Rabenweiler. Da schickt Ludwig von der Pfalz  den 36-jährigen Michel nach Böhmen in den Kampf gegen die rebellischen Hussiten. Die Ritter in Michels Kampftruppe, allen voran Falko von Hettenheim, neiden dem Wirtssohn das Kommando. Als die Truppe bei Nürnberg auf die Streitmacht des deutschen Kaisers Sigismund stößt, fehlen die Großen des Reiches. Jeder der Fürsten hat seine Partikularinteressen. Sigismund, der die böhmische Königskrone nicht verlieren möchte, zieht schlecht gerüstet gegen den überlegenen Feind. Bei der ersten Feindberührung treten die Schwächen des kaiserlichen Heeres zu Tage. Mit seiner umsichtigen Verteidigungsstrategie verhindert der kampferprobte Michel Adler die Niederlage des Kaisers. Dafür wird Michel von Sigismund zum Reichsritter des Heiligen Römischen Reiches Deutscher Nation geschlagen.
Im Verlauf der weiteren Kampfhandlungen gerät eine Patrouille mit Michel an der Spitze in einen Hinterhalt. Michel wird von den Hussiten schwer verletzt. Falko lässt den Blutenden liegen und lügt dem Kaiser vor, Michel sei gefallen.
Marie bringt neun Monate nach Michels Weggang Hiltrud, genannt Trudi, zur Welt. Die junge Mutter, aus der Sobernburg vertrieben, will nicht an den Tod des Gatten glauben und macht sich, als Marketenderin verkleidet, mit ihrem Säugling in Richtung Böhmen auf.
Ein Böhme rettet Michel, der während des hinterhältigen Überfalls eine schwere Kopfverletzung erhalten hat und sich kaum an seine Vergangenheit erinnern kann. Der Gerettete verbringt fast drei Jahre auf der böhmischen Burg Falkenhain des kaisertreuen Grafen Sokolny. Der Graf, von den Hussiten umzingelt, schickt einen Boten nach Nürnberg, der Sigismund um Entsatz anfleht. Der Bitte wird entsprochen. Marie schließt sich der Entsatztruppe an und findet Michel. Den Anhängern des Kaisers gelingt die Flucht westwärts nach Nürnberg. Nachdem Falko im ritterlichen Zweikampf gegen Michel den Tod gefunden hat, belehnt Sigismund den totgeglaubten treuen Michel mit der Burg Kibitzstein bei Volkach am Main.

## Form
Sobald Michel in den Krieg gezogen ist, gibt es zwei Handlungsorte, die im Text so lange alternieren, bis Marie während ihrer gefahrenvollen Suche den Ehemann gefunden hat. Diese beiden Orte sind mit dem jeweiligen Aufenthaltsort der zwei Protagonisten identisch.

## Verfilmung
Der Film „Die Rache der Wanderhure“ wurde am 28. Februar 2012 von Sat.1 ausgestrahlt.